# Liste der Mitglieder des Provinziallandtags der Rheinprovinz (19. Sitzungsperiode)
Diese Liste nennt die Mitglieder des 19. Provinziallandtages der Rheinprovinz 1868.

## Hintergrund
Der Provinziallandtag der Rheinprovinz bestand aus 75 Mitglieder, die sich in vier Kurien aufteilten. Die erste Kurie bestand aus vier Standesherren, die über Virilstimmen verfügten. Die Standesherren konnten sich vertreten lassen. Die zweite Kurie bestand aus den Vertretern der Ritterschaft, diese wurden in zwei Wahlkreisen (Regierungsbezirke Koblenz/Trier/Köln und Regierungsbezirke Aachen/Düsseldorf) gewählt. Die dritte Kurie bildeten die Vertreter der Städte. Diese wurden in indirekter Wahl bestimmt. Die vierte Kurie bildeten die Landgemeinden. Diese wählten die Vertreter in doppelt indirekter Wahl: Die Urwähler wählten Wahlmänner, diese dann Bezirkswähler. Wahlkreise waren die Landkreise. Für die Abgeordneten wurden jeweils auch Stellvertreter gewählt.
Der Provinziallandtag der Rheinprovinz trat in seiner 19. Sitzungsperiode vom 15. März 1868 bis zum 4. April 1868 zusammen.

## Liste der Abgeordneten
| Kurie         | Wahlkreis | Abgeordneter                                             | Anmerkung                                                                 |
| ------------- | --- | -------------------------------------------------------- | ------------------------------------------------------------------------- |
| Ritterschaft  | Koblenz/Trier/Köln | Freiherr Clemens August Waldbott von Bassenheim-Bornheim | Landtagsmarschall                                                         |
| Ritterschaft  | Aachen/Düsseldorf | Graf Richard Beissel von Gymnich                         | Kammerherr und Landrat a. D., auf Haus Frentz                             |
| Ritterschaft  | Koblenz/Trier/Köln | Graf Heinrich von Boos-Waldeck                           | Burg Bornheim                                                             |
| Ritterschaft  | Aachen/Düsseldorf | Freiherr Friedrich von Bourscheidt                       | Haus Rath                                                                 |
| Ritterschaft  | Aachen/Düsseldorf | Freiherr Julius Franz Otto von Dalwigk                   | Boisdorf                                                                  |
| Ritterschaft  | Aachen/Düsseldorf | Freiherr Adolf von Eynatten                              | Kammerjunker und Rittmeister a. D., Düsseldorf                            |
| Ritterschaft  | Aachen/Düsseldorf | Freiherr Georg von Eerde                                 | Landrat, Geldern                                                          |
| Ritterschaft  | Aachen/Düsseldorf | Freiherr Emmerich Raitz von Frentz                       | Königlicher Kammerherr und Landrat aus Düsseldorf, Vize-Landtagsmarschall |
| Ritterschaft  | Koblenz/Trier/Köln | Graf Gisbert Egon von Fürstenberg-Stammheim              | Stammheim, als Stellvertreter                                             |
| Ritterschaft  | Koblenz/Trier/Köln | Freiherr Franz Adolph Josef von Fürstenberg              | Lörsfeld                                                                  |
| Ritterschaft  | Koblenz/Trier/Köln | Freiherr Josef von Fürstenberg                           | Muffendort, als Stellvertreter                                            |
| Ritterschaft  | Aachen/Düsseldorf | Freiherr Friedrich von der Heyden-Rynsch                 | Ehrenamtmann, Haus Winkel                                                 |
| Ritterschaft  | Koblenz/Trier/Köln | Graf Franz Egon von Hoensbroech                          | Erbmarschall und königlich preußischer Kammerherr auf Schloss Haag        |
| Ritterschaft  | Aachen/Düsseldorf | Graf Alfred von Hompesch                                 | Rurich                                                                    |
| Ritterschaft  | Aachen/Düsseldorf | Franz Werner von Leykam                                  | Elsum, Kreis Heilsberg                                                    |
| Ritterschaft  | Koblenz/Trier/Köln | Freiherr Rudolf de Lasalle von Louisenthal               | Landrat, Schloss Dagstuhl                                                 |
| Ritterschaft  | Aachen/Düsseldorf | Freiherr Karl von Mylius                                 | Linzenich                                                                 |
| Ritterschaft  | Koblenz/Trier/Köln | Graf Maximilian von Nesselrode-Ehreshoven                | Oberhofmeister, Ehreshoven                                                |
| Ritterschaft  | Aachen/Düsseldorf | Freiherr Karl von Neukirchen gen. von Nyvenheim          | Landgerichtsrat, Düsseldorf, als Stellvertreter                           |
| Ritterschaft  | Aachen/Düsseldorf | Graf Rudolf von Schaesberg                               | Krickenbeck                                                               |
| Ritterschaft  | Aachen/Düsseldorf | Graf Ernst von der Schulenburg-Wolfsburg                 | Schloss Oefte, als Stellvertreter                                         |
| Ritterschaft  | Aachen/Düsseldorf | Graf August von Spee                                     | Heltorf                                                                   |
| Ritterschaft  | Koblenz/Trier/Köln | Freiherr Edmund von Spies-Büllesheim                     | Kammerherr, Haus Hull                                                     |
| Ritterschaft  | Koblenz/Trier/Köln | Freiherr Max Felix von Wolff-Metternicht                 | Gymnich                                                                   |
| Städte        | Merzig, Prüm, Bitburg, Wittlich, Bernkastel, Saarburg, Neuerburg                                                                       | Edmund Joseph Aldringen                                  | Landrat, Wittlich                                                         |
| Städte        | Düsseldorf | Gerhard Baum                                             | Handelsgerichtspräsident, Kommerzienrat, Düsseldorf                       |
| Städte        | Köln | Alexander Bachem                                         | Oberbürgermeister, Köln                                                   |
| Städte        | Monschau, Eupen, Malmédy, St. Vith | Peter Becker                                             | Oberbürgermeister, Eupen                                                  |
| Städte        | Solingen, Remscheid, Dorp, Gräfrath, Wald, Höhscheid mit Merscheid, Burscheid mit Leichlingen, Opladen mit Neukirchen, Hitdorf         | Peter Daniel Berger                                      | Bürgermeister, Höhscheid                                                  |
| Städte        | Duisburg, Mülheim an der Ruhr, Essen, Kettwig, Werden, Ruhrort, Dinslaken, Emmerich, Rees, Isselburg                                   | Theodor Boeninger                                        | Kaufmann, Duisburg                                                        |
| Städte        | Stromberg, Trarbach, Zell, Cochem, Mayen, Andernach, Ahrweiler, Sinzig, Remagen, Simmern                                               | Adolph Böcking                                           | Kaufmann und Stadtverordneter, Trarbach                                   |
| Städte        | Koblenz | Nicolaus Bremig                                          | Advokat-Anwalt, Koblenz                                                   |
| Städte        | Krefeld | Moritz von Bruck                                         | Stadtverordneter, Krefeld                                                 |
| Städte        | Aachen | Johann Contzen                                           | Oberbürgermeister, Aachen                                                 |
| Städte        | Deutz, Mülheim am Rhein, Gladbach, Gummersbach, Wipperfürth, Siegburg, Königswinter, Neustadt                                          | Dr. Michael Hubert Engels                                | Arzt, Mühlheim am Rhein                                                   |
| Städte        | Barmen | Wilhelm von Eynern                                       | Kaufmann, Barmen                                                          |
| Städte        | Düren, Gemünd, Stolberg, Burtscheid, Schleiden                                                                                         | Hubert Graff                                             | Posthalter und Stadtverordneter, Schleiden, als Stellvertreter            |
| Städte        | Kennep, Ronsdorf, Lüdringhausen, Radevormwald, Burg, Hückeswagen, Wermelskirchen                                                       | Arnold Wilhelm Hardt                                     | Kommerzienrat, Lennep                                                     |
| Städte        | Neuss, Grevenbroich, Wevelinghoven, Gladbach, Viersen, Dahlen, Odenkirche, Rheydt, Uerdingen, Kempen, Süchtelen, Dülken, Kaldenkirchen | Wilhelm Henrichs                                         | Beigeordneter, Dahlen                                                     |
| Städte        | Köln | Jakob Horst                                              | Rentner und Stadtverordneter, Köln                                        |
| Städte        | Ratingen, Kaiserswerth, Angermund mit Gerresheim, Mettmann, Langenberg mit Hardenberg, Wülfrath, Velbert, Kronenberg, Steele, Hilden   | Johann Wilhelm Kampf                                     | Beigeordneter, Hilden                                                     |
| Städte        | Trier | Peter Küchen                                             | Kaufmann und Stadtverordneter, Trier                                      |
| Städte        | Jülich, Eschweiler, Heinsberg, Erkelenz, Geilenkirchen mit Hünshoven, Linnich                                                          | Dr. Ernst Joseph Lexis                                   | Arzt, Eschweiler                                                          |
| Städte        | Kleve, Wesel, Goch, Gelder, Rheinberg, Moers, Orsoy, Xanten                                                                            | Wilhelm Münster                                          | Hauptmann a. D., Wesel                                                    |
| Städte        | Bonn, Münstereifel, Euskirchen, Zülpich, Rheinberg                                                                                     | Johann Jacob Noeggerath                                  | Geheimer Bergrat, Bonn                                                    |
| Städte        | Ehrenbreitstein, Vallendar, Bendorf, Neuwied, Linz, Wetzlar, Braunfels                                                                 | Jacob Nußbaum                                            | Kaufmann, Linz, als Stellvertreter                                        |
| Städte        | Saarlouis, Saarbrücken, St. Johann, Ottweiler, St, Wendel, Baumholder                                                                  | Dr. Louis Riegel                                         | Apotheker, St. Wendel                                                     |
| Städte        | Kreuznach, Kirn, Sobernheim, St. Goar, Boppard, Oberwinter, Bacharach, Stromberg                                                       | Wilhelm Wachter                                          | Kaufmann, Boppard                                                         |
| Landgemeinden | Stadt- und Landkreis Trier | Richard von Beulwitz                                     | Gutsbesitzer, Mariahütte                                                  |
| Landgemeinden | Regierungsbezirk Düsseldorf | Johann Bartels                                           | Gutsbesitzer und Deichgraf, Ginderich                                     |
| Landgemeinden | Regierungsbezirk Düsseldorf | Heinrich Clemens                                         | Gutsbesitzer, Gürath, als Stellvertreter                                  |
| Landgemeinden | Daun, Prüm, Bitburg | Jakob Cremer                                             | Gutsbesitzer, Oberlauch                                                   |
| Landgemeinden | Siegburg, Waldbröhl | August Dick                                              | Gutsbesitzer, Stoßdorf                                                    |
| Landgemeinden | Regierungsbezirk Trier | Carl Gebert                                              | Gutsbesitzer, Temmels                                                     |
| Landgemeinden | Regierungsbezirk Koblenz | Johann Gemünd                                            | Gutsbesitzer, Niederbreisig                                               |
| Landgemeinden | Regierungsbezirk Koblenz | Gustav Hirschbrunn                                       | Gutsbesitzer, Obermendig                                                  |
| Landgemeinden | Eupen, Malmédy, Schleiden, Monschau | Heinrich Joseph Jansen                                   | Gutsbesitzer, Scherreshof                                                 |
| Landgemeinden | Bonn, Euskirchen, Rheinbach | Michael Kretz                                            | Müller, Mehlem                                                            |
| Landgemeinden | Regierungsbezirk Düsseldorf | Arnold Lange                                             | Kaufmann, Sonnborn                                                        |
| Landgemeinden | Regierungsbezirk Düsseldorf | Felix von Loë                                            | Landrat a. D., Hassum                                                     |
| Landgemeinden | Regierungsbezirk Düsseldorf | Arnold Maas                                              | Gutsbesitzer, Schwelgern                                                  |
| Landgemeinden | Regierungsbezirk Köln | Hugo Mund                                                | Hauptmann a. D. und Gutsbesitzer, Brücken                                 |
| Landgemeinden | Koblenz, St. Goar | Johann Müller                                            | Guts- und Mühlenbesitzer, Güls                                            |
| Landgemeinden | Regierungsbezirk Koblenz | Johannes Müller                                          | Gutsbesitzer, Langenlonsheim                                              |
| Landgemeinden | Regierungsbezirk Aachen | Hermann Joseph Paulssen                                  | Bürgermeister, Laffeld                                                    |
| Landgemeinden | Regierungsbezirk Aachen | Josef Pilgram                                            | Bürgermeister, Kelz                                                       |
| Landgemeinden | Saarburg, Merzig, Saarlouis | Johann Baptist Reusch                                    | Gutsbesitzer, Bürgermeister und Posthalter, Lebach                        |
| Landgemeinden | Regierungsbezirk Köln | Johann Leopold Schult                                    | Bürgermeister, Glessen                                                    |
| Landgemeinden | Saarbrücken, Ottweiler, St. Wendel | Carl Ferdinand von Stumm-Halberg                         | Hütten- und Gutsbesitzer, Niederneunkirchen                               |
| Landgemeinden | Landkreise Aachen, Geilenkirchen | Konstantin Schunck                                       | Gutsbesitzer zu Gereonsweiler                                             |
| Landgemeinden | Regierungsbezirk Koblenz | Dr. Ferdinand Wurzer                                     | Bürgermeister von Niederhammerstein                                       |
| Landgemeinden | Regierungsbezirk Düsseldorf | Jakob Zores                                              | Gutsbesitzer und Bürgermeister, Zand                                      |